# Campionati del mondo di corsa campestre 1990
Il XVIII Campionato mondiale di corsa campestre si è disputato ad Aix-les-Bains, in Francia, il 25 marzo 1990 all'Hippodrome de Marlioz. Vi hanno preso parte 617 atleti in rappresentanza di 59 nazioni. Il titolo maschile è stato vinto da Khalid Skah mentre quello femminile da Lynn Jennings.

## Nazioni partecipanti
Qui sotto sono elencate le nazioni che hanno partecipato a questi campionati (tra parentesi il numero degli atleti per ciascuna nazione):
- Albania (5)
- Algeria (16)
- Argentina (2)
- Australia (13)
- Belgio (26)
- Botswana (3)
- Brasile (16)
- Canada (27)
- Cecoslovacchia (7)
- Cina (5)
- Cipro (5)
- Colombia (1)
- Danimarca (4)
- Ecuador (6)
- Repubblica Popolare Democratica d'Etiopia (21)
- Finlandia (9)
- Francia (27)
- Germania Est (5)
- Germania Ovest (16)
- Giamaica (4)

- Giappone (24)
- Gibilterra (6)
- Gran Bretagna (25)
- India (17)
- Iran (3)
- Irlanda (26)
- Islanda (1)
- Isole Vergini Americane (2)
- Israele (2)
- Italia (27)
- Jugoslavia (1)
- Kenya (26)
- Libano (1)
- Marocco (16)
- Mauritius (3)
- Messico (16)
- Monaco (1)
- Namibia (1)
- Norvegia (8)
- Nuova Zelanda (4)

- Paesi Bassi (12)
- Paraguay (1)
- Polonia (9)
- Portogallo (27)
- Romania (11)
- Ruanda (2)
- San Marino (1)
- Spagna (27)
- Stati Uniti (27)
- Svezia (6)
- Svizzera (11)
- Taipei cinese (4)
- Tunisia (5)
- Turchia (7)
- Ungheria (5)
- Unione Sovietica (23)
- Yemen del Nord (6)
- Zaire (1)
- Zambia (4)

## Risultati
I risultati del campionato sono stati:

### Individuale (uomini seniores)
| Pos. | Atleta           | Nazione                                   | Tempo (m's") |
| ---- | ---------------- | ----------------------------------------- | ------------ |
|      | Khalid Skah      | Marocco                                   | 34'21"       |
|      | Moses Tanui      | Kenya                                     | 34'21"       |
|      | Julius M. Korir  | Kenya                                     | 34'22"       |
| 4    | Haji Bulbula     | Repubblica Popolare Democratica d'Etiopia | 34'25"       |
| 5    | William Mutwol   | Kenya                                     | 34'26"       |
| 6    | Ibrahim Kinuthia | Kenya                                     | 34'30"       |
| 7    | Domingos Castro  | Portogallo                                | 34'45"       |
| 8    | Abebe Mekonnen   | Repubblica Popolare Democratica d'Etiopia | 34'49"       |
| 9    | Paul Kipkoech    | Kenya                                     | 34'50"       |
| 10   | Antonio Prieto   | Spagna                                    | 34'52"       |
| 11   | Salvatore Antibo | Italia                                    | 34'55"       |
| 12   | Hammou Boutayeb  | Marocco                                   | 34'55"       |

### Squadre (uomini seniores)
| Moses Tanui         | 2    |
| Julius M. Korir     | 3    |
| William Mutwol      | 5    |
| Ibrahim Kinuthia    | 6    |
| Paul Kipkoech       | 9    |
| Boniface Merande    | 17   |
| (John Ngugi)        | (20) |
| (Joseph Kiptum)     | (22) |
| (Samuel Nyangincha) | (25) |

| Haji Bulbula     | 4    |
| Abebe Mekonnen   | 8    |
| Tesfaye Tafa     | 14   |
| Addis Abebe      | 19   |
| Jillo Dube       | 24   |
| Debebe Demisse   | 27   |
| (Chala Kelele)   | (33) |
| (Wami Alemayehu) | (74) |
| (Melese Feissa)  | (90) |

| Antonio Prieto       | 10    |
| Martín Fiz           | 15    |
| Alejandro Gómez      | 32    |
| José Manuel García   | 36    |
| Abel Antón           | 38    |
| Constantino Esparcia | 45    |
| (Antonio Serrano)    | (61)  |
| (Vicente Polo)       | (69)  |
| (José Carlos Adán)   | (153) |

- Nota: gli atleti tra parentesi non hanno concorso al punteggio totale della squadra

### Individuale (uomini under 20)
| Pos. | Atleta             | Nazione                                   | Tempo (m's") |
| ---- | ------------------ | ----------------------------------------- | ------------ |
|      | Kipyego Kororia    | Kenya                                     | 22'13"       |
|      | Richard Chelimo    | Kenya                                     | 22'14"       |
|      | Fita Bayissa       | Repubblica Popolare Democratica d'Etiopia | 22'24"       |
| 4    | Ismael Kirui       | Kenya                                     | 22'32"       |
| 5    | Samuel Otieno      | Kenya                                     | 22'35"       |
| 6    | Matthew Birir      | Kenya                                     | 22'47"       |
| 7    | Abraham Assefa     | Repubblica Popolare Democratica d'Etiopia | 22'58"       |
| 8    | Assefa Gebremedhin | Repubblica Popolare Democratica d'Etiopia | 23'04"       |
| 9    | Tesgie Legesse     | Repubblica Popolare Democratica d'Etiopia | 23'07"       |
| 10   | Dadi Tamrat        | Repubblica Popolare Democratica d'Etiopia | 23'20"       |
| 11   | Yahia Azaidj       | Algeria                                   | 23'26"       |
| 12   | Salah Hissou       | Marocco                                   | 23'27"       |

### Squadre (uomini under 20)
| Kipyego Kororia   | 1     |
| Richard Chelimo   | 2     |
| Ismael Kirui      | 4     |
| Samuel Otieno     | 5     |
| (Matthew Birir)   | (6)   |
| (Anthony Kiprono) | (125) |

| Fita Bayissa       | 3    |
| Abraham Assefa     | 7    |
| Assefa Gebremedhin | 8    |
| Tesgie Legesse     | 9    |
| (Dadi Tamrat)      | (10) |
| (Lemi Erpassa)     | (14) |

| Stefano Baldini     | 13   |
| Vincenzo Modica     | 17   |
| Francesco Bennici   | 27   |
| Christian Leuprecht | 28   |
| (Oscar Gilotti)     | (64) |
| (Antonio Ciucio)    | (75) |

- Nota: gli atleti tra parentesi non hanno concorso al punteggio totale della squadra

### Individuale (donne seniores)
| Pos. | Atleta             | Nazione                                   | Tempo (m's") |
| ---- | ------------------ | ----------------------------------------- | ------------ |
|      | Lynn Jennings      | Stati Uniti                               | 19'21"       |
|      | Albertina Dias     | Portogallo                                | 19'33"       |
|      | Yelena Romanova    | Unione Sovietica                          | 19'33"       |
| 4    | Luchia Yeshak      | Repubblica Popolare Democratica d'Etiopia | 19'33"       |
| 5    | Nadia Dandolo      | Italia                                    | 19'39"       |
| 6    | Jane Ngotho        | Kenya                                     | 19'41"       |
| 7    | Conceição Ferreira | Portogallo                                | 19'45"       |
| 8    | Viorica Ghican     | Romania                                   | 19'47"       |
| 9    | Margaret Wairimu   | Kenya                                     | 19'49"       |
| 10   | Nadezhda Galyamova | Unione Sovietica                          | 19'50"       |
| 11   | Olga Nazarkina     | Unione Sovietica                          | 19'51"       |
| 12   | Iulia Negura       | Romania                                   | 19'51"       |

### Squadre (donne seniores)
| Yelena Romanova        | 3    |
| Nadezhda Galyamova     | 10   |
| Olga Nazarkina         | 11   |
| Regina Chistyakova     | 13   |
| (Natalya Sorokivskaya) | (28) |
| (Tatyana Pozdnyakova)  | (51) |

| Luchia Yeshak   | 4    |
| Derartu Tulu    | 15   |
| Adanech Erkulo  | 25   |
| Getenesh Urge   | 31   |
| (Tigist Moreda) | (66) |
| (Addis Gezagne) | (78) |

| Albertina Dias     | 2     |
| Conceição Ferreira | 7     |
| Aurora Cunha       | 21    |
| Mónica Gama        | 50    |
| (Lucilia Soares)   | (72)  |
| (Fernanda Marques) | (DNF) |

- Nota: gli atleti tra parentesi non hanno concorso al punteggio totale della squadra

### Individuale (donne under 20)
| Pos. | Atleta           | Nazione     | Tempo (m's") |
| ---- | ---------------- | ----------- | ------------ |
|      | Liu Shixiang     | Cina        | 14'19"       |
|      | Yan Qinglan      | Cina        | 14'20"       |
|      | Susan Chepkemei  | Kenya       | 14'22"       |
| 4    | Caroline Kwambai | Kenya       | 14'23"       |
| 5    | Lina Chesire     | Kenya       | 14'25"       |
| 6    | Tamara Salomon   | Canada      | 14'27"       |
| 7    | Malin Ewerlöf    | Svezia      | 14'30"       |
| 8    | Ann Mwangi       | Kenya       | 14'30"       |
| 9    | Minori Hayakari  | Giappone    | 14'32"       |
| 10   | Shiki Terasaki   | Giappone    | 14'35"       |
| 11   | Yumi Osaki       | Giappone    | 14'35"       |
| 12   | Melody Fairchild | Stati Uniti | 14'37"       |

### Squadre (donne under 20)
| Susan Chepkemei  | 3    |
| Caroline Kwambai | 4    |
| Lina Chesire     | 5    |
| Ann Mwangi       | 8    |
| (Jane Ekimat)    | (13) |
| (Tegla Loroupe)  | (16) |

| Minori Hayakari  | 9    |
| Shiki Terasaki   | 10   |
| Yumi Osaki       | 11   |
| Natsue Koikawa   | 14   |
| (Makiko Okamoto) | (18) |
| (Hozumi Otani)   | (30) |

| Liu Shixiang | 1    |
| Yan Qinglan  | 2    |
| Liu Xian     | 27   |
| Liu Yianying | 38   |
| (Li Libin)   | (46) |

- Nota: gli atleti tra parentesi non hanno concorso al punteggio totale della squadra

## Medagliere
Legenda
     Paese ospitante
| Posizione | Paese                                     | Oro | Argento | Bronzo | Totale |
| --------- | ----------------------------------------- | --- | ------- | ------ | ------ |
| 1         | Kenya                                     | 4   | 2       | 2      | 8      |
| 2         | Cina                                      | 1   | 1       | 1      | 3      |
| 3         | Unione Sovietica                          | 1   | 0       | 1      | 2      |
| 4         | Marocco                                   | 1   | 0       | 0      | 1      |
| 4         | Stati Uniti                               | 1   | 0       | 0      | 1      |
| 6         | Repubblica Popolare Democratica d'Etiopia | 0   | 3       | 1      | 4      |
| 7         | Portogallo                                | 0   | 1       | 1      | 2      |
| 8         | Giappone                                  | 0   | 1       | 0      | 1      |
| 9         | Italia                                    | 0   | 0       | 1      | 1      |
| 9         | Spagna                                    | 0   | 0       | 1      | 1      |
| Totale    | Totale                                    | 8   | 8       | 8      | 24     |